# الزاحفون (مسلسل)
الزاحفون مسلسل إجتماعي سوري من إنتاج العام 1990.

## قصة المسلسل
أبو رامز رجل فقير يعمل منجّد في حارة السّبع دوخات، تكتشف الحارة أن أبو رامز ليس رجلاً فقيراً كما يدعي بل هو من أصحاب الملايين، يوزع أبو رامز ثروتة علي أبنائة الستة بعد أن إنفضح أمره في الحارة، وتتوالي أحداث المسلسل ليعلم كل الناس أن أبو رامز يعمل شحاد خارج الحارة وقد جمع ثروتة منها فيسجن، لتتشرد أسرتة علي أثر هذه الفضيحة، ابنة رامز يقتل ابنة الجيران التي أنكرت عليه امواله بعد ان خبأها عندها، تهرب إبنته سهيلة بعد أن تتزوج إلي الأردن، يكافح باقي الأبناء الفضيحة كلا بطريقته وتتوالي أحداث المسلسل .

## فريق العمل
الإخراج : طلحت حمدي
قصة وسيناريو وحوار : عادل أبو شنب
مدير الإضاءة : سمير سمارة
تسجيل ومونتاج : عصام الصيداوي
إنتاج وتوزيع : الينابيع للإنتاج والتوزيع الفني

## بطولة
- طلحت حمدي (أبو رامز)
- نجاح حفيظ ( أم رامز)
- حاتم علي (صلاح)
- ليلى جبر (صباح)
- وفاء العبد الله (سهيلة)
- عارف الطويل (رامز)
- سحر فوزي (سمر)
- مرح جبر (رشا)
- تيسير السعدي (أبو مصطفي)
- أيمن رضا (أحمد)
- مازن الناطور (نبيل)
- محمد الشيخ نجيب (راتب)
- هاني شاهين
- غادة واصف
- هيفاء واصف
- هيثم جبر (مسعود)
- إيمان عبد العزيز (حسناء)